# El Papiol
El Papiol és una vila i municipi de la comarca del Baix Llobregat, que s'estén entre els darrers contraforts de la serra de Collserola, el riu Llobregat i la riera de Rubí. La major part del terme és accidentat, amb el punt més alt al cim del Puig Madrona, de 336 m, i una gran part forma part del parc de Collserola.

## Geografia
- Llista de topònims del Papiol (Orografia: muntanyes, serres, collades, indrets..; hidrografia: rius, fonts...; edificis: cases, masies, esglésies, etc).

## Història
El poble es va formar sobre un turó de 160 m d'altura al voltant del castell, que es troba documentat des del 1115, el qual és el centre d'una baronia fins a l'actualitat. El 1315 la població havia crescut prou perquè la parròquia fos traslladada de l'ermita de la Salut (aleshores anomenada Santa Eulàlia de Madrona) fins al poble.
Tradicionalment havia estat un petit nucli agrícola i industrial, amb bòbiles i indústries tèxtils, però actualment és sobretot un nucli residencial.

## Patrimoni històric
- El Castell

El castell del Papiol és l'edifici més emblemàtic del poble. Es troba documentat des del 1115, essent Ramon Berenguer III el primer senyor del castell. Està construït directament sobre la roca, la qual cosa li dona un caràcter distintiu. És de planta rectangular i disposa d'una torre. A l'interior conserva alguna part antiga, com una masmorra medieval.
- L'Ermita de la Salut

L'ermita de la Salut consta d'un edifici d'una sola nau, amb una part preromànica del segle X que abasta les dues terceres parts de ponent de la nau i que se suposa que devia estar coberta amb encavallades de fusta. D'aquesta fase és la finestra geminada de la façana de ponent i la finestra esqueixada senzilla del costat de la porta.
- La Rectoria

La casa rectoral és un edifici gòtic que encara conserva al seu interior arcs ogivals i de mig punt de l'època. La rectoria està ubicada darrere de l'església i prop del castell.

## Administració
| Període     | Alcalde o alcaldessa                       | Partit polític        | Data de possessió | Observacions |
| ----------- | ------------------------------------------ | --------------------- | ----------------- | ------------ |
| 1979–1983   | José María Romero Cánovas                  | PSC                   | 19/04/1979        | --           |
| 1983–1987   | Robert Casajuana Orivé                     | Independents          | 28/05/1983        | --           |
| 1987–1991   | José Guerrero Martos                       | PSC                   | 30/06/1987        | --           |
| 1991–1995   | Robert Casajuana Orivé                     | CIU                   | 15/06/1991        | --           |
| 1995–1999   | Robert Casajuana Orivé                     | CIU                   | 17/06/1995        | --           |
| 1999–2003   | Albert Vilà i Badia                        | Junts pel Papiol      | 03/07/1999        | --           |
| 2003–2007   | Albert Vilà i Badia                        | Junts pel Papiol      | 14/06/2003        | --           |
| 2007–2011   | Albert Vilà i Badia                        | Junts pel Papiol - AM | 16/06/2007        | --           |
| 2011–2015   | Albert Vilà i Badia                        | Junts pel Papiol      | 11/06/2011        | --           |
| 2015–2019   | Joan Borràs i Alborch / Jordi Bou i Compte | ERC / CIU             | 13/06/2015        | --           |
| 2019-2023   | Joan Borràs i Alborch                      | ERC                   | 15/06/2019        | --           |
| Des de 2023 | Jordi Bou                                  | Junts per Catalunya   | 17/06/2023        | --           |

## Demografia
| 1497 f | 1515 f | 1553 f | 1717 | 1787 | 1857  | 1877  | 1887  | 1900 | 1910 |
| ------ | ------ | ------ | ---- | ---- | ----- | ----- | ----- | ---- | ---- |
| 25     | 31     | 36     | 211  | 811  | 1.100 | 1.038 | 1.028 | 912  | 994  |

| 1920  | 1930  | 1940  | 1950  | 1960  | 1970  | 1981  | 1990  | 1992  | 1994  |
| ----- | ----- | ----- | ----- | ----- | ----- | ----- | ----- | ----- | ----- |
| 1.044 | 1.027 | 1.098 | 1.159 | 2.036 | 2.620 | 3.166 | 3.186 | 3.334 | 3.334 |

| 1996  | 1998  | 2000  | 2002  | 2004  | 2006  | 2008  | 2010  | 2012  | 2014  |
| ----- | ----- | ----- | ----- | ----- | ----- | ----- | ----- | ----- | ----- |
| 3.434 | 3.427 | 3.464 | 3.512 | 3.628 | 3.733 | 3.828 | 3.937 | 4.014 | 4.023 |

| 2016  | 2018  | 2020  | 2022  | 2024  | 2026 | 2028 | 2030 | 2032 | 2034 |
| ----- | ----- | ----- | ----- | ----- | ---- | ---- | ---- | ---- | ---- |
| 4.075 | 4.103 | 4.172 | 4.274 | 4.363 | -    | -    | -    | -    | -    |

Fonts:

## Festes i fires
- Festa de la Cirera
- Festa Major d'estiu: últim cap de setmana de juliol
- Setmana Cultural

## Galeria d'imatges

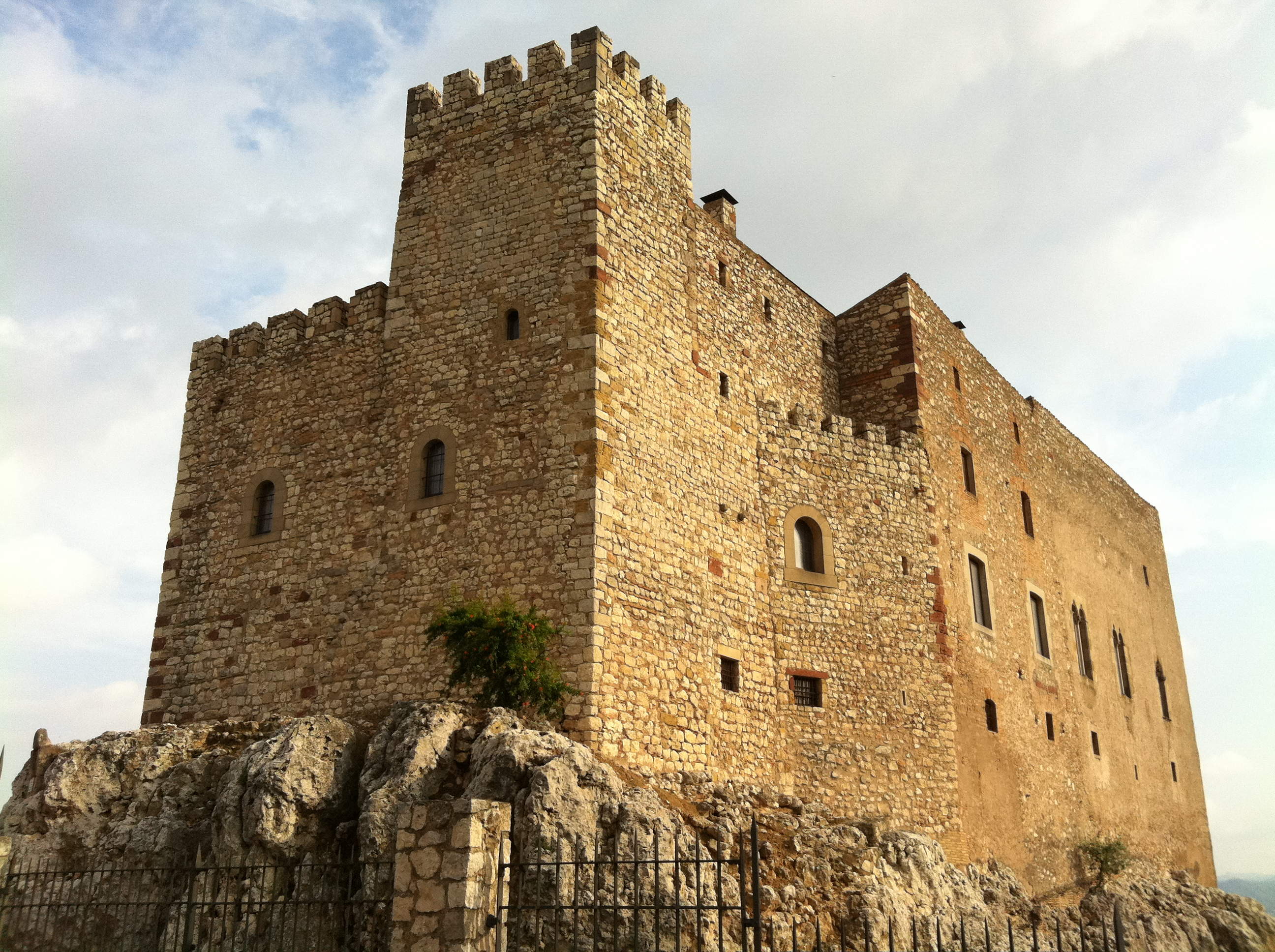
Castell del Papiol
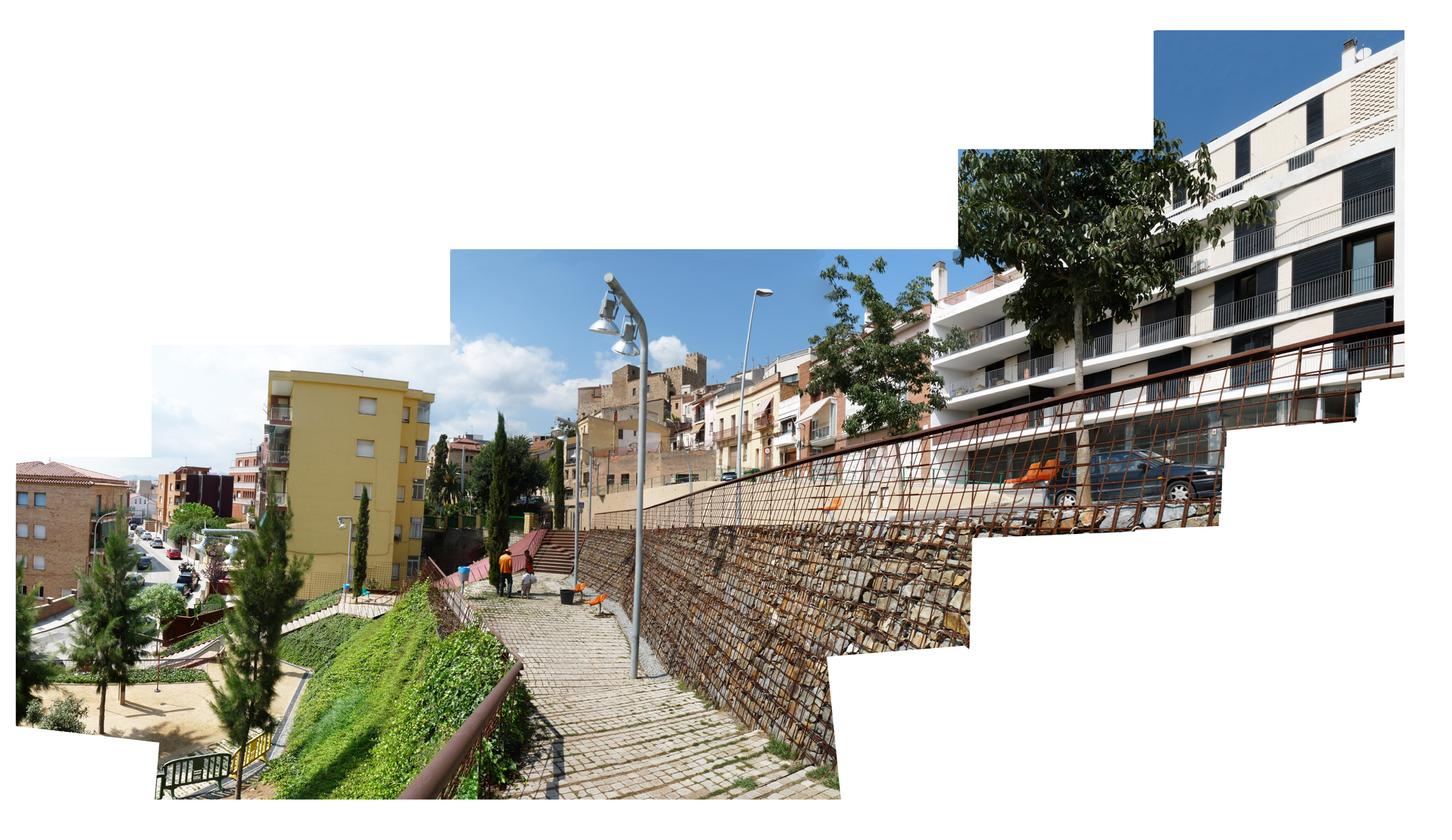
El castell vist des del parc del carrer Lluís Companys

## Mitjans de comunicació locals
- Revista Som Papiol.[5]